# 迈万德冠军足球俱乐部
迈万德冠军（英语：De Maiwand Atalan 波斯语：قهرمانان میوند）足球俱乐部是阿富汗的一个足球队。他们现在混迹于阿富汗超级足球联赛。他们代表着阿富汗的西南地区。

## 队名来源
迈万德是坎大哈市北部的一个著名的村庄，因为那是一个发生过伟大胜利的地方。在第二次英阿战争中，阿富汗军队就在那里击败了英国军队。

迈万德战役发生于1880年7月27日，这场战斗本是英国军队占了上风，看到阿尤布·汗的不对在一场战斗被当时大量的英国军队击败，士气低落，一个传奇的女人马拉雷拿起了国旗，高声唱着：“亲爱的年轻人，如果你不全力以赴于迈万德战役，那就是不忠于神，人们会把你看成耻辱的象征！”在那之后，虽然马拉雷死在了战斗中，但是受到鼓舞的阿富汗军队全力击败了英国军队。

“Atalan”意为冠军，意味着迈万德冠军想赢得2012年阿富汗超级足球联赛的冠军，他们已经是基于团队的选择最强的球队之一，竞争将会非常激烈。